# 嘉順苑

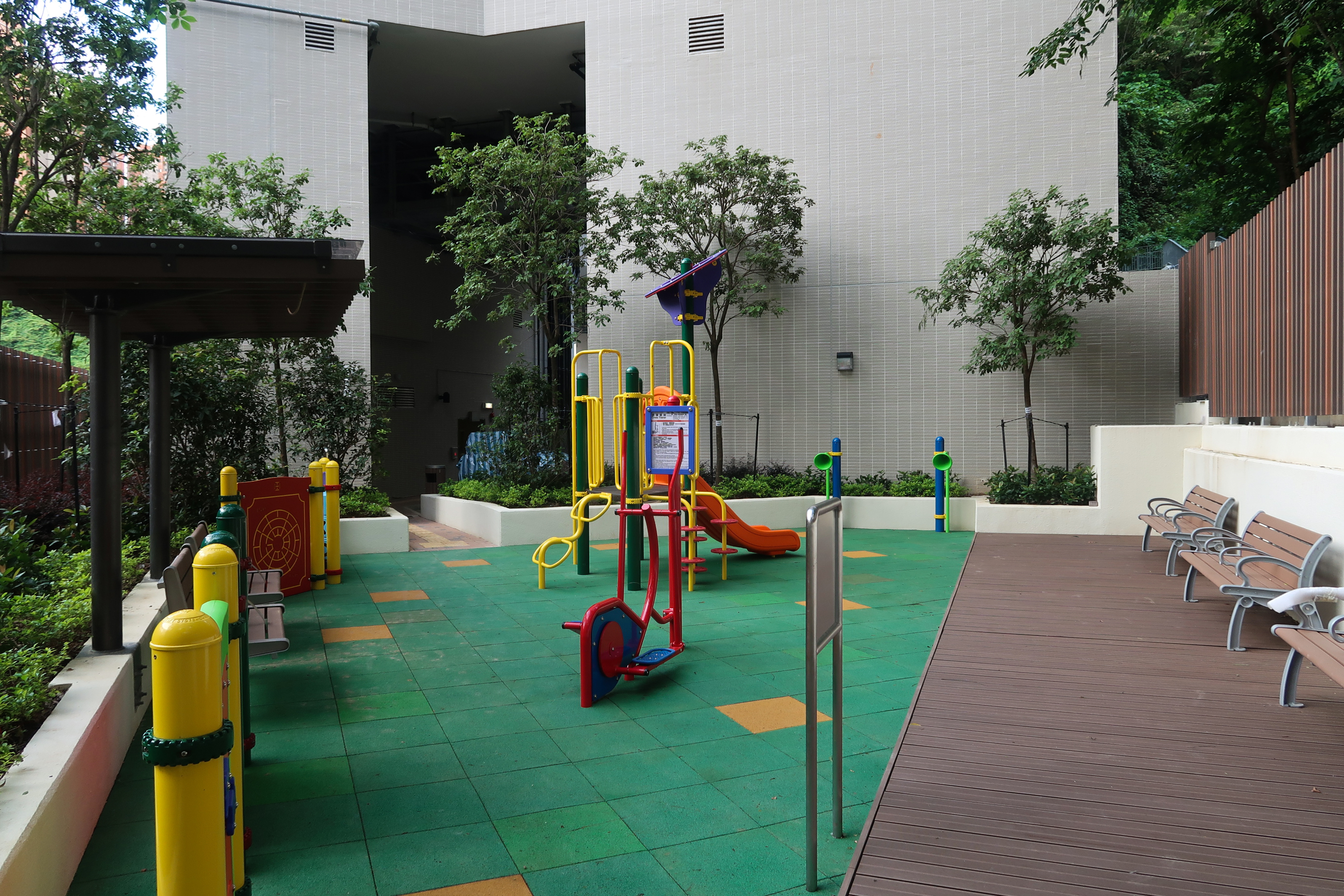
兒童遊樂場

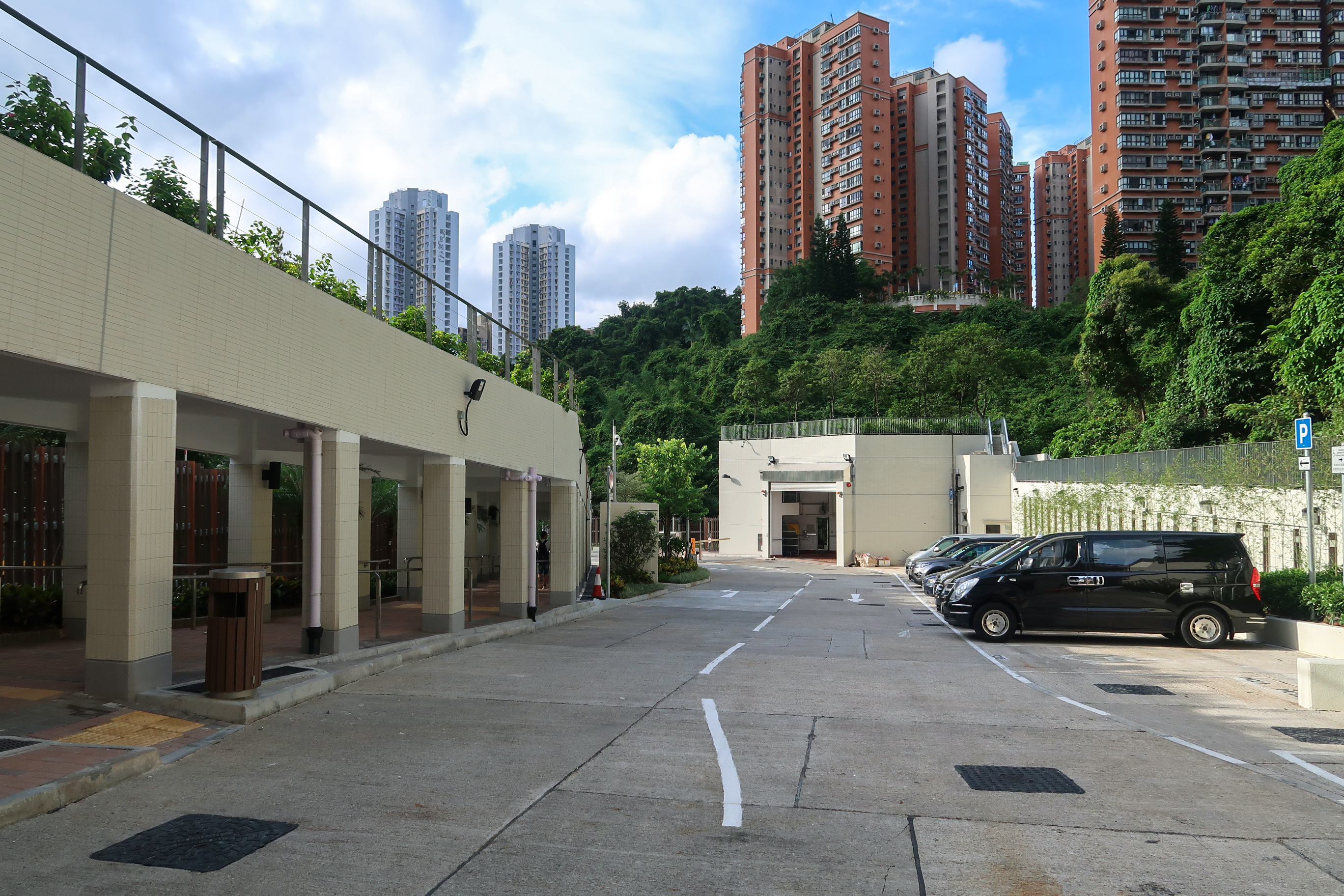
停車場

嘉順苑（英語：Ka Shun Court）是香港房屋委員會的居屋屋苑之一，項目編號為ST46，位於新界沙田區大圍顯田街11號，梁文燕紀念中學旁邊，與仁安醫院及山景並鄰。屋苑已於2018年5月落成，並於同月18日起入伙。承建商為保華建築營造有限公司。現時由港深聯合物業管理有限公司負責管理。

## 屋苑資料

### 樓宇
屋苑屬單幢式設計，樓高34層，於天台設有庇護層，共配置三部升降機。大廈的1樓至頂層31樓屬住宅樓層，每層各設8伙單位，合共提供248伙分層住宅。實用面積介乎445至449呎，售價由244.6萬至326.6萬元不等。屋苑對出的山坡有零散山墳。
| 樓宇名稱 | 樓宇類型                    | 落成年份 | 樓宇層數 （住宅層數） | 每層伙數 | 單位數目（伙） | 承建商               | 提供升降機的廠商 |
| -------- | --------------------------- | -------- | --------------------- | -------- | -------------- | -------------------- | ---------------- |
| 嘉順苑   | 非標準設計大廈 （其他類型） | 2018年   | 34 （1-31樓）         | 8        | 248            | 保華建築營造有限公司 | 東芝             |

### 設施
屋苑內設兒童遊樂場和停車場。

## 交通
屋苑鄰近屯馬綫顯徑站。居民在入住初期曾需轉乘接駁小巴到大圍站，直到2020年2月14日屯馬線局部通車為止。

## 興建期間圖片集

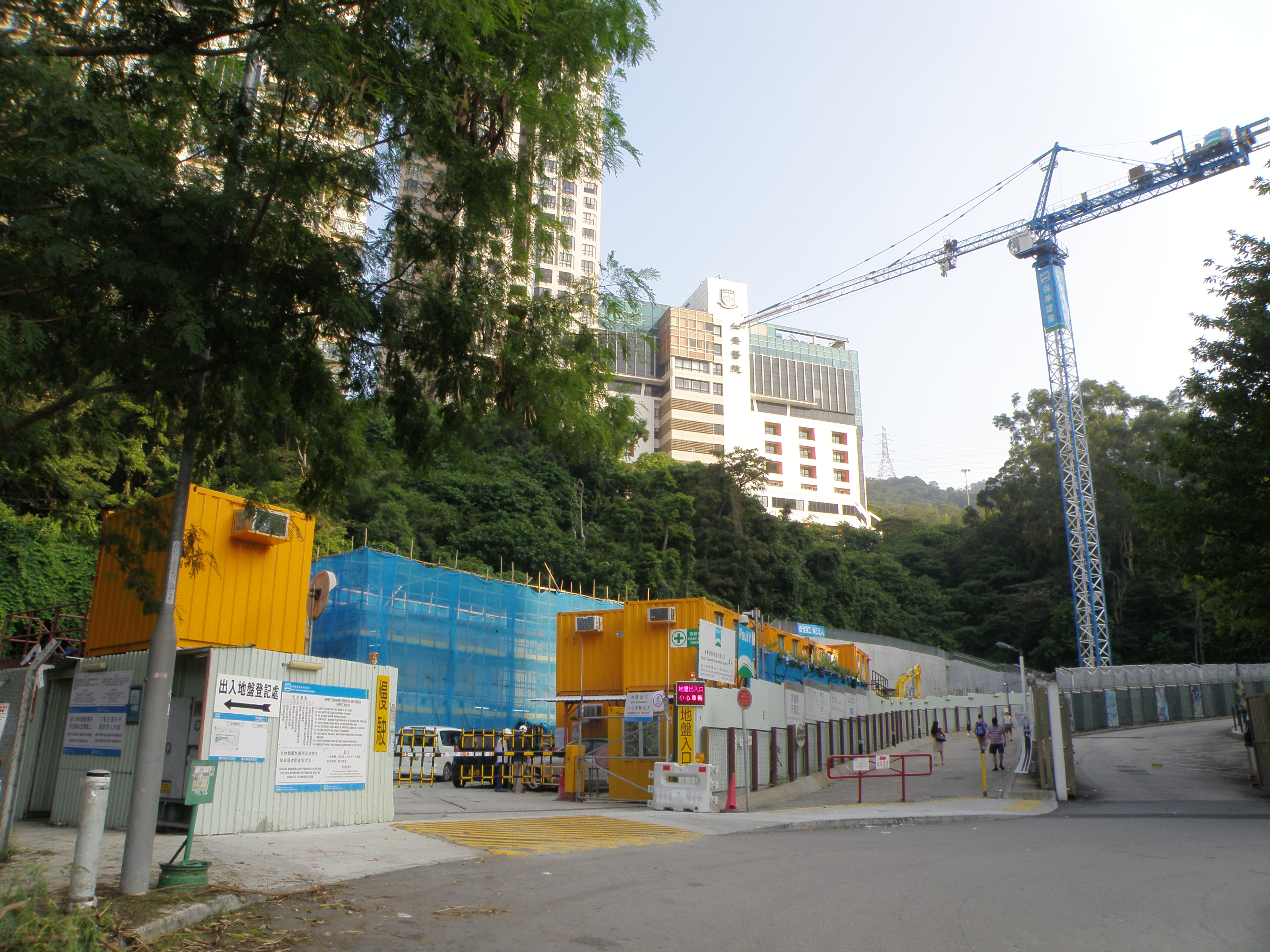
2015年10月
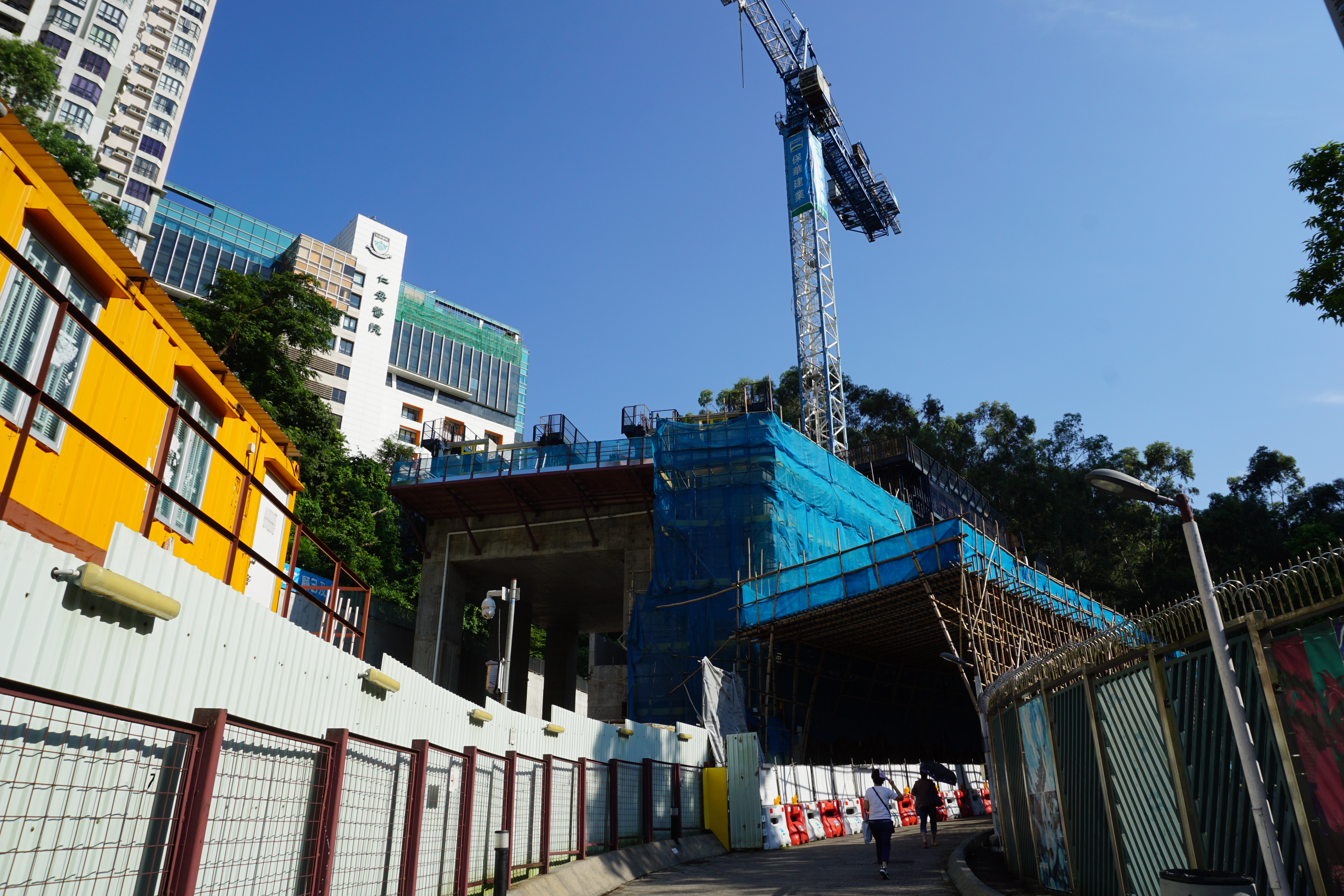
2016年7月
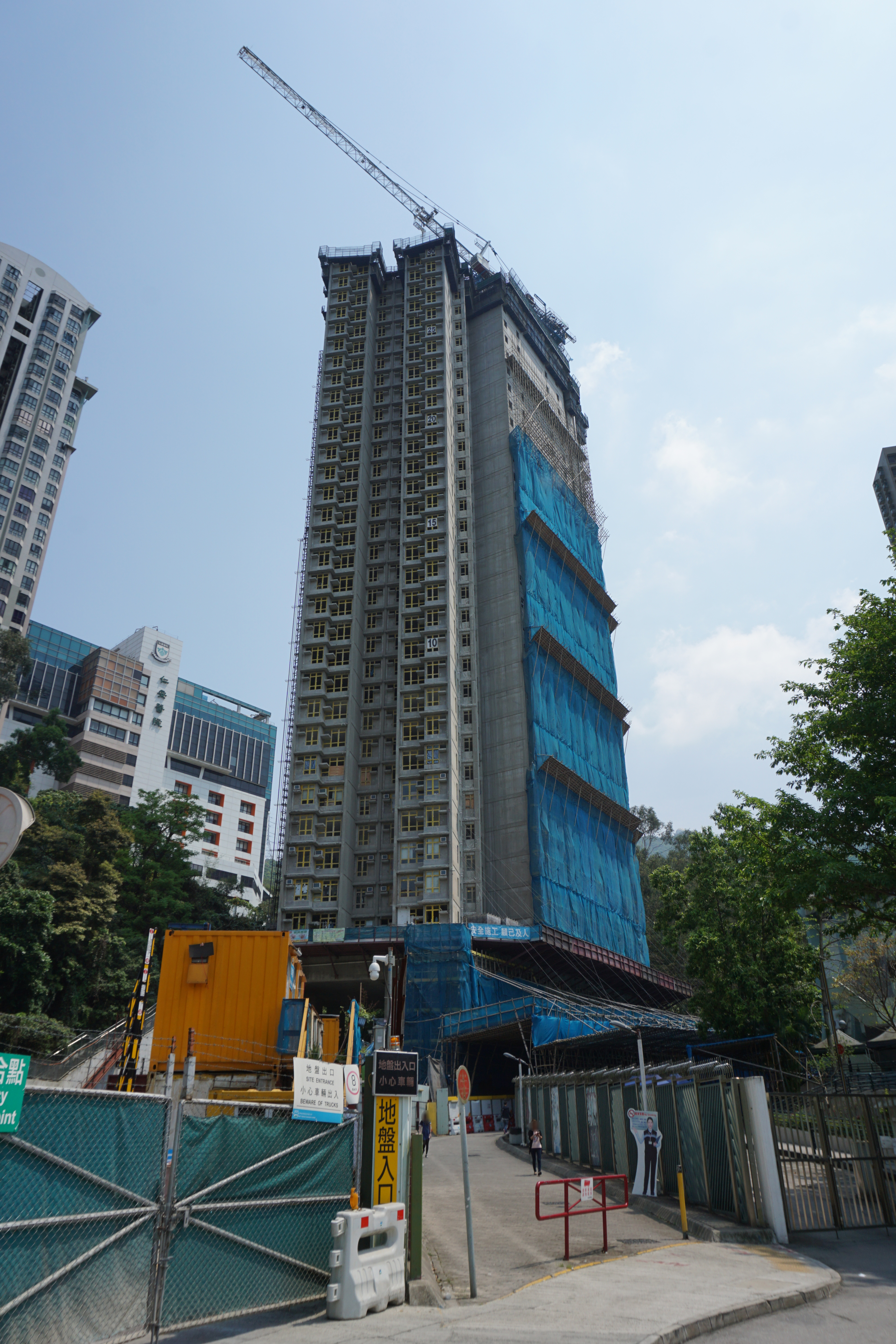
2017年4月
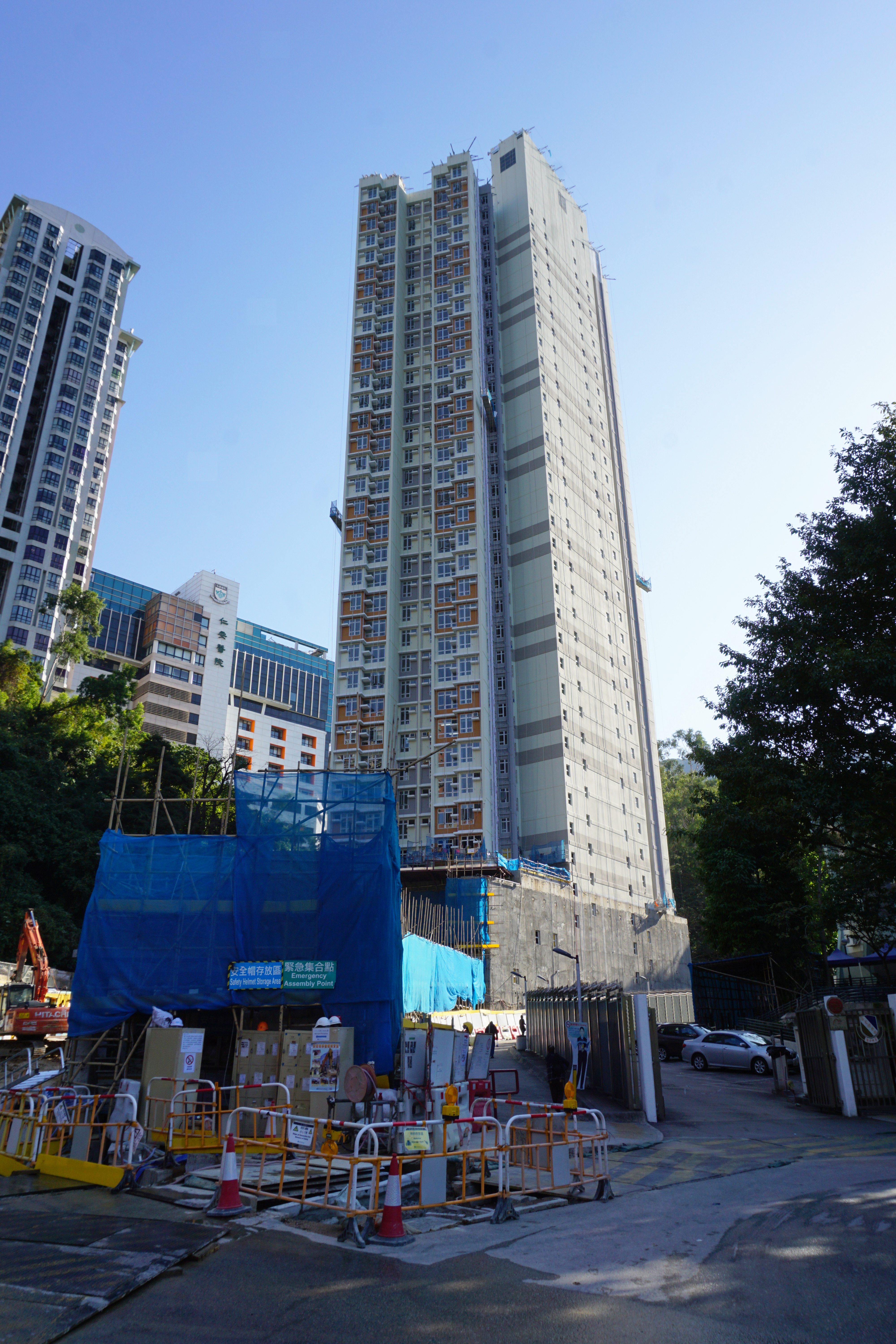
2018年1月

## 鄰近建築
- 仁安醫院
- 梁文燕紀念中學

## 事件
圖則不精準面積比售樓書標示縮水80呎
2018年7月，團體專業動力接獲居民求助，懷疑所購入的單位與原有呎數有出入，少了70多呎。同時發現其售樓書所標示的呎數與實際不同，沒有在售樓書圖則中出示。房屋署指不存在所謂「呎數縮水」問題，售樓說明書亦已清楚標明單位內部的尺寸。